# Chiloxanthus poloi
Espèce
Synonymes
- Acanthia (Chiloxanthus) poloi Kiritshenkoi, 1912[2]

Chiloxanthus poloi est une espèce d'insectes hémiptères de la famille des Saldidae.